# Prohorove, Berezivka
Prohorove (în ucraineană Прохорове) este un sat în comuna Ivanivka din raionul Berezivka, regiunea Odesa, Ucraina.

## Demografie
Componența lingvistică a localității Prohorove
     Ucraineană (89,56%)
     Rusă (7,33%)
     Română (2,22%)
     Alte limbi (0,44%)
Conform recensământului din 2001, majoritatea populației localității Prohorove era vorbitoare de ucraineană (89,56%), existând în minoritate și vorbitori de rusă (7,33%) și română (2,22%).